# Ivan Radovanović
Ivan Radovanović (en serbe en écriture cyrillique : Иван Paдoвaнoвић), né le 29 août 1988 à Belgrade en Yougoslavie (aujourd'hui Serbie) est un footballeur international serbe, qui évolue au poste de milieu de terrain ou de défenseur central.

## Biographie

### Club
Né à Belgrade en Serbie, Ivan Radovanović est formé par l'un des clubs les plus importants du pays, le Partizan Belgrade.
Le 31 janvier 2019, lors du mercato hivernal, Ivan Radovanović s'engage en faveur du Genoa CFC.
Avec le Genoa il est repositionné défenseur central lors de la saison 2020-2021. Il s'impose à ce poste cette saison-là et devient un joueur clé sous les ordres de Davide Ballardini.

### Sélection
Ivan Radovanović débute en sélection nationale le 17 novembre 2010 lors d'un match amical face à la Bulgarie (1-0), en rentrant en jeu lors de la mi-temps.

### Carrière
- 2006-2007 : Partizan Belgrade ( Serbie)
- 2007-jan. 2008 : FK Smederevo ( Serbie)
- jan. 2008-2013 : Atalanta Bergame ( Italie)
  - 2008-2009 : AC Pise ( Italie) (prêt)
  - 2010-2011 : Bologne FC ( Italie) (prêt)
  - 2011-2012 : Novare Calcio ( Italie) (prêt)
- 2013-2019: Chievo Vérone ( Italie)
- 2019-2022 : Genoa CFC ( Italie)
- 2022-2023 : US Salernitana ( Italie)